# ساکسند
ساکسند (به مجاری:  Szákszend) یک شهرداری در مجارستان است که در ناحیه اوروسلانی واقع شده‌است. ساکسند ۳۵٫۹۳ کیلومتر مربع مساحت و ۱٬۵۲۶ نفر جمعیت دارد.